# Abdullah Kobayashi
Yōsuke Kobayashi (小林 洋輔, Kobayashi Yōsuke), né le 22 juillet 1976 est un catcheur japonais plus connu sous le nom de ring Abdullah Kobayashi (アブドーラ小林, Abudōra Kobayashi), d'après Abdullah the Butcher, son entraîneur. Il est connu pour sa participation à de nombreux deathmatchs.

## Carrière dans le catch
Abdullah Kobayashi commence sa carrière en 1995 en tant qu'une des vedettes de la division des deathmatchs de la Big Japan Pro Wrestling où il a passé la plupart de sa carrière.
Le 26 juin 2010, Kobayashi fait ses débuts aux États-Unis lors du spectacle Tournament of Death IX de la Combat Zone Wrestling. Il bat Nick Gage au premier round , mais perd au second contre J. C. Bailey (en).
À la moité de l'année 2013, une hépatite C lui est diagnostiquée, le forçant à un long hiatus en dehors des rings pour se faire soigner. Il retourne au combat le 10 août 2014.

## Apparitions dans d'autres médias
Abdullah Kobayashi apparaît dans son propre rôle aux côtés de Daisuke Sekimoto, Ryuji Ito, Takashi Sasaki et Jaki Numazawa dans le film Dirty Sanchez: The Movie (en) sorti en 2006. Ils exécutent des prises de catch sur les trois protagonistes principaux. Il fait aussi un caméo dans Otôsan no backdrop (ja) sorti en 2004.

## Palmarès
- Big Japan Pro Wrestling
  - BJW Deathmatch Heavyweight Championship (en) (4 fois)
  - BJW Tag Team Championship (en) (5 fois) - avec Kamikaze (1), Daikokubo Benkei (1), Jaki Numazawa (1), Daisuke Sekimoto (1) et Ryuji Ito (1)
  - WEW Hardcore Tag Team Championship (en) (1 fois) avec Daikokubo Benkei
  - Yokohama Shopping Street 6-Man Tag Team Championship (en) (8 fois) - avec Jaki Numazawa et Kazuki Hashimoto  (1), Masaya Takahashi et Takayuki Ueki (1), Drew Parker et Yoshihisa Uto (2), Hideki Suzuki et Yoshihisa Uto (2), Jaki Numazawa et Yuko Miyamoto (en)(1)
  - Vainqueur du tournoi Dainichi-X en 2001 - avec Yuji Okabayashi[6]
  - Vainqueur du tournoi Ikkitousen Deathmatch Survivor (en) en 2015
- Combat Zone Wrestling
  - CZW Death Match Championship (1 fois)
- Tokyo Sports
  - Fighting Spirit Award (en) (2012)